# De weerstander

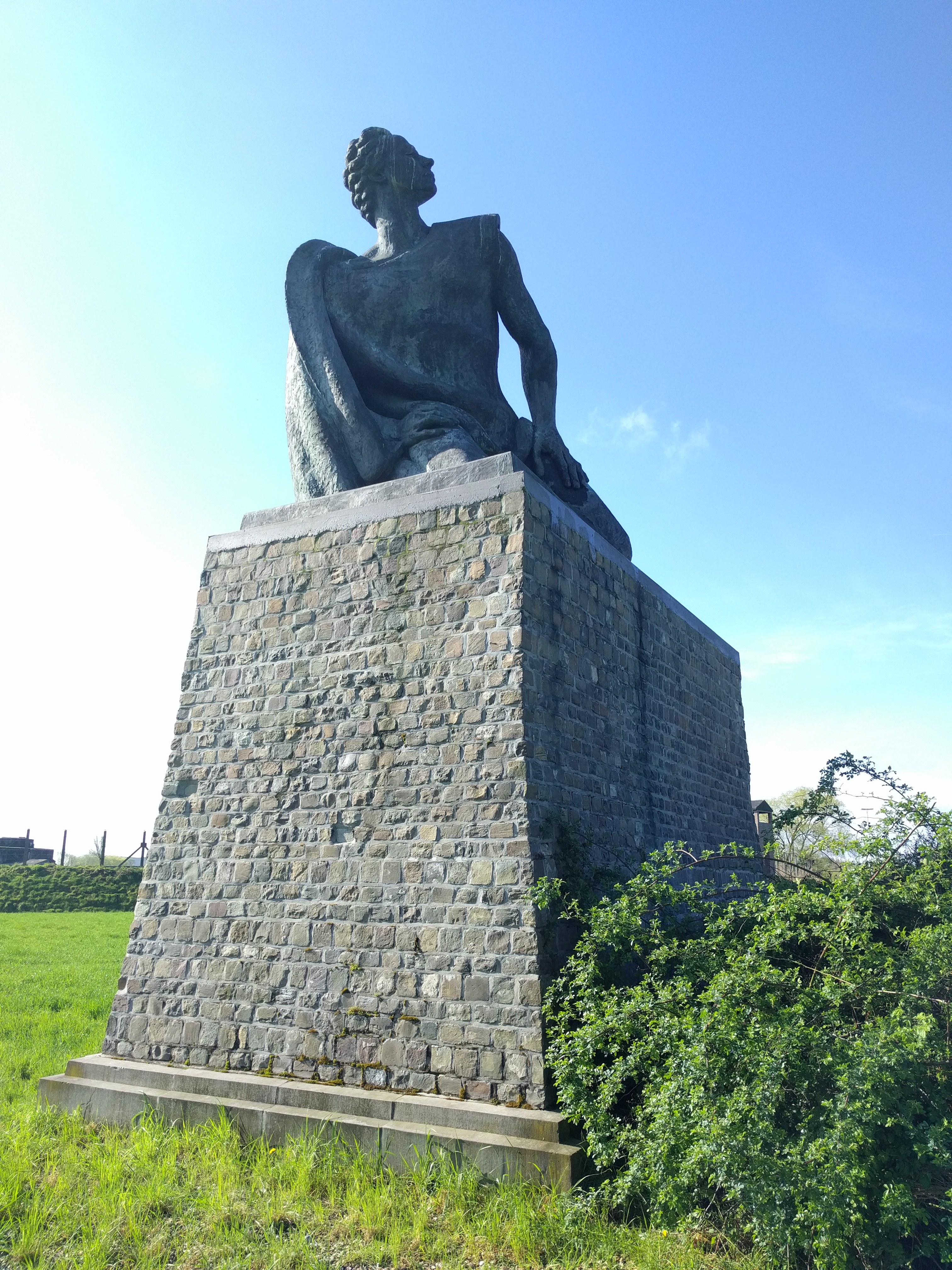
'De Weerstander' van Idel Ianchelevici

De Weerstander, ook wel gekend als De Verzetsstrijder, is een bronzen beeld van de hand van beeldhouwer en tekenaar Idel Ianchelevici. Het werk staat op het plein voor het Nationaal Gedenkteken Fort van Breendonk, een voormalig Auffanglager gelegen in Willebroek. Het beeld werd op een hoge natuurstenen sokkel geplaatst, weegt vijf ton en is meer dan vier meter hoog.
Het kunstwerk verbeeldt een verzetsstrijder die volgens de kunstenaar "geknield, maar niet geknecht" is, net zoals België tijdens de oorlog. Het standbeeld werd verkozen als Nationaal Gedenkteken aan de Politieke Gevangene van zowel de Eerste als de Tweede Wereldoorlog en in 1954 als zodanig ingehuldigd door koning Boudewijn. 
De Weerstander vormde het onderwerp van verschillende postzegels, zoals een zegel van 2 + 1 BEF, en in 1979 6 BEF,uitgegeven door de Administratie van de Post in 1954, en een 25 Pfennig-zegel uit oktober 1968, uitgegeven in de Duitse Democratische Republiek.